# Гора Пристін
Гора Пристін — комплексна пам'ятка природи місцевого значення в Україні, розташована в Старобільському районі Луганської області.

## Загальний опис
Гора Пристін є унікальним природним об'єктом, що представляє собою мальовничу локацію з рідкісними видами рослин та особливими ландшафтами. Територія має важливе природоохоронне значення, оскільки тут зростають рідкісні та ендемічні види рослин.

## Флора і фауна
На території гори ростуть такі рідкісні рослини:
- Шавлія поникла (Salvia nutans)
- Льон кримський (Linum tauricum)
- Vince Toxicum (Vincetoxicum)

## Охорона
Гора Пристін отримала статус комплексної пам'ятки природи місцевого значення, що сприяє збереженню її екосистеми та природних особливостей.

## Галерея

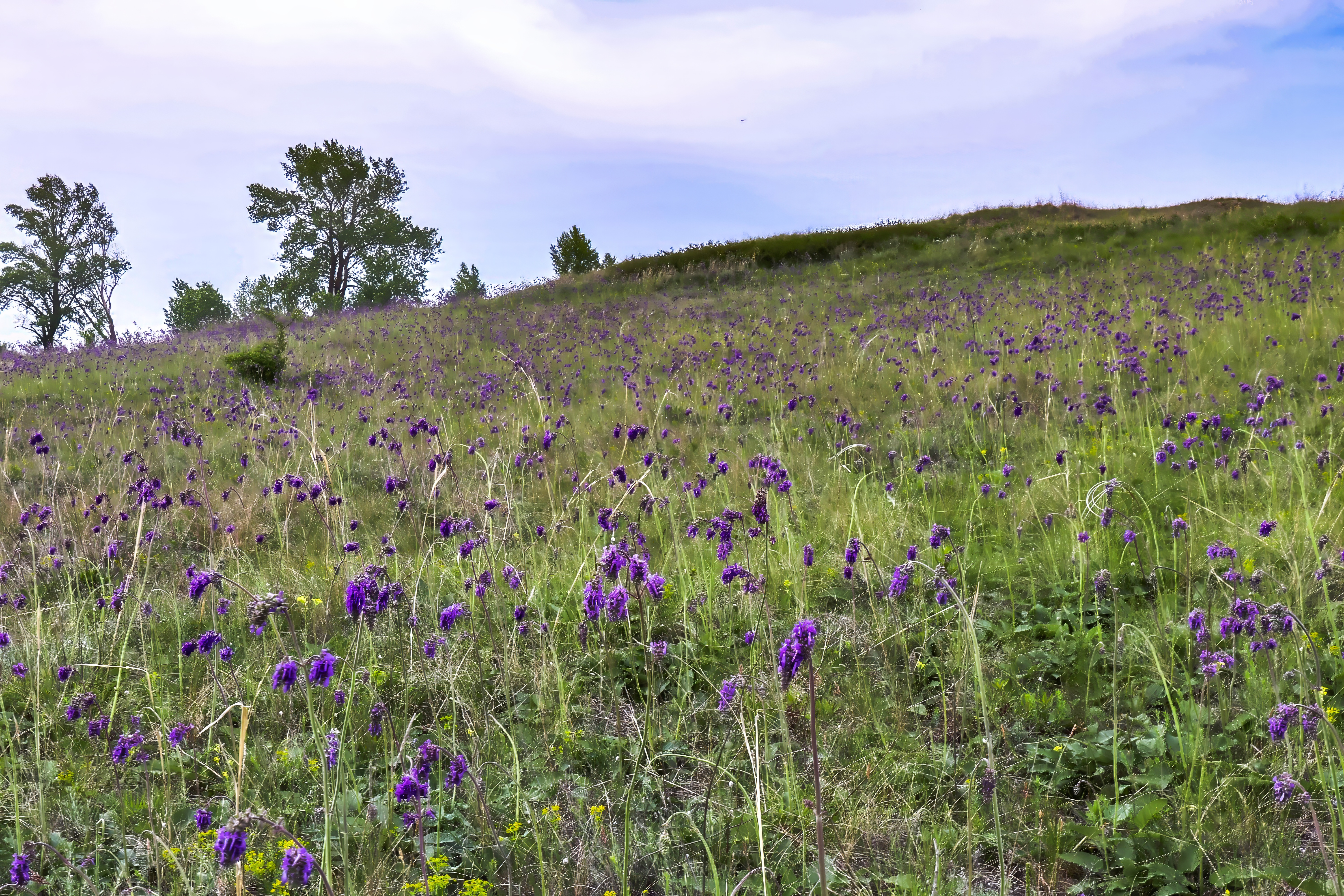
Шавлія поникла
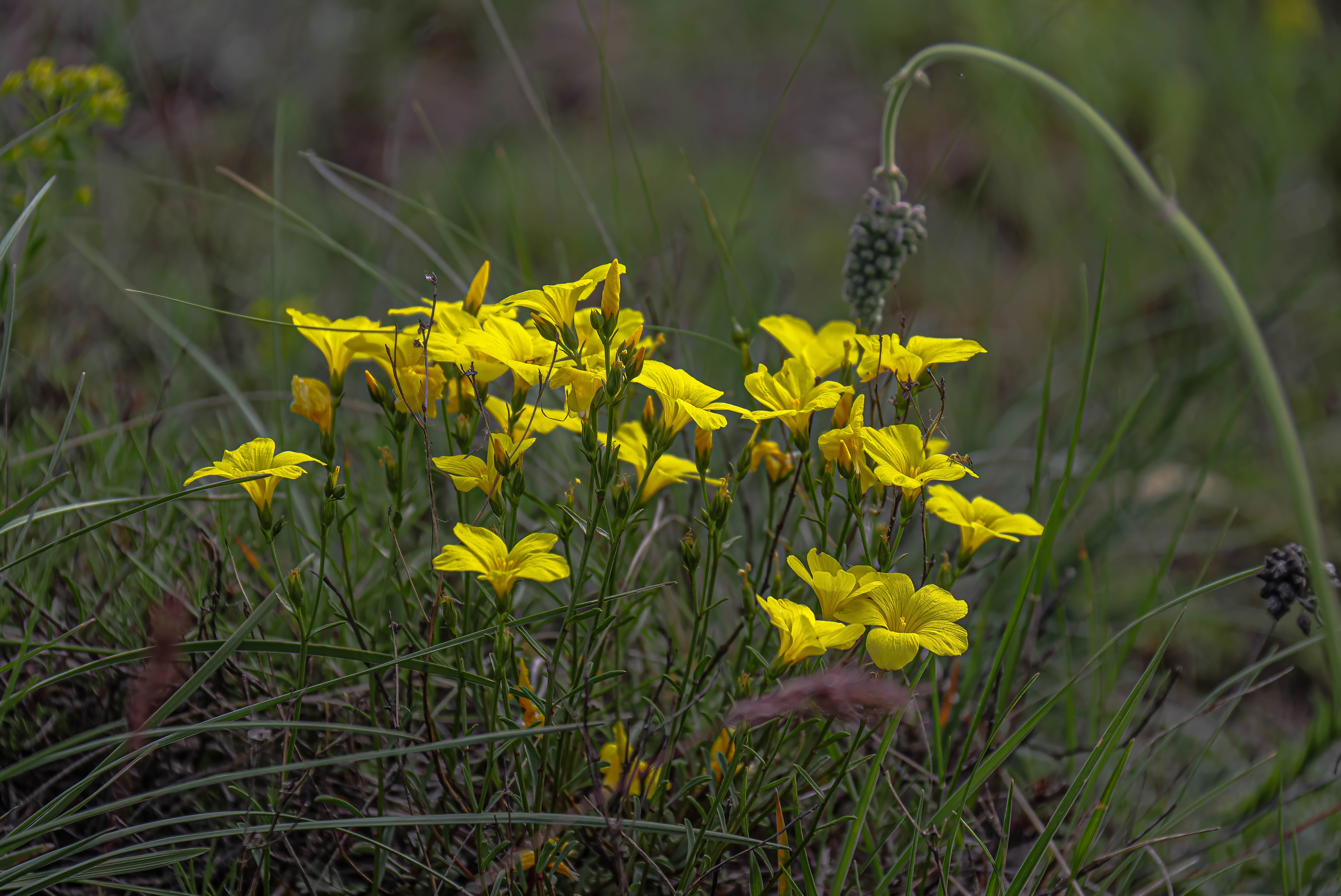
Льон кримський
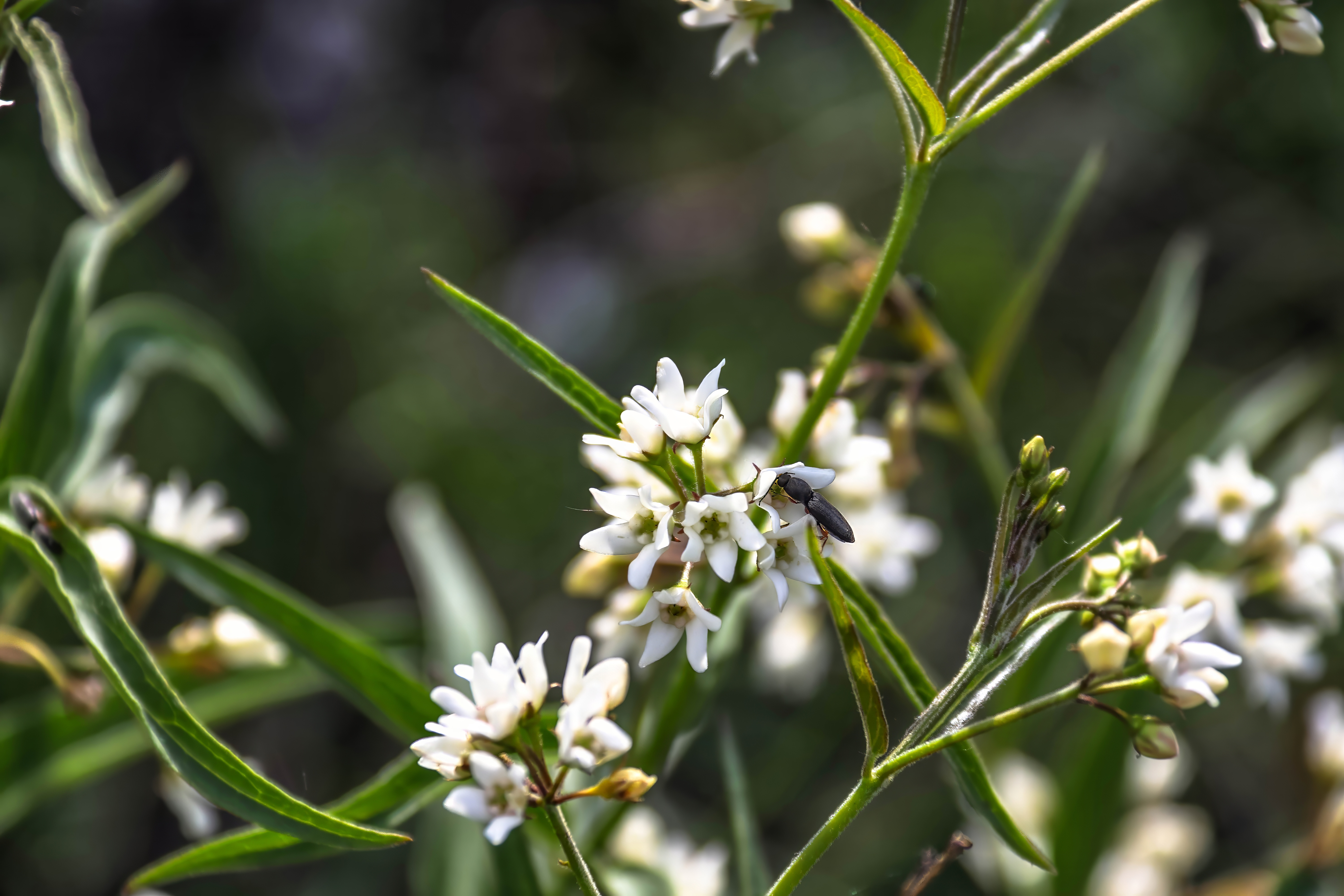
Vince Toxicum